# Liste der Baudenkmäler in Mickhausen
Auf dieser Seite sind die Baudenkmäler in der schwäbischen Gemeinde Mickhausen zusammengestellt. Diese Tabelle ist eine Teilliste der Liste der Baudenkmäler in Bayern. Grundlage ist die Bayerische Denkmalliste, die auf Basis des Bayerischen Denkmalschutzgesetzes vom 1. Oktober 1973 erstmals erstellt wurde und seither durch das Bayerische Landesamt für Denkmalpflege geführt wird. Die folgenden Angaben ersetzen nicht die rechtsverbindliche Auskunft der Denkmalschutzbehörde.

## Baudenkmäler nach Ortsteilen

### Mickhausen
| Lage                                    | Objekt                               | Beschreibung | Akten-Nr.    | Bild                  |
| --------------------------------------- | ------------------------------------ | --- | ------------ | --------------------- |
| Hauptstraße 52 (Standort)               | Ehemaliges Bauernhaus                | zweigeschossiger Satteldachbau mit Giebelgesimsen, breiten vorgezogenen Dachbalken und kleeblattförmigem Türsturz, Mitte 18. Jahrhundert. | D-7-72-178-2 | Ehemaliges Bauernhaus |
| Herrgottsruhe (Standort)                | Katholische Kapelle Herrgottsruh     | Saalbau mit abgeschrägten, südwestlichen Ecken, dreiseitig geschlossenem Chor und Dachreiter mit Spitzhelm, nach Entwurf von Johann Schmuzer, 1685, erweitert 1749/50; mit Ausstattung. | D-7-72-178-5 | weitere Bilder        |
| Pfarrer-Sales-Baur-Straße 5 (Standort)  | Katholische Pfarrkirche St. Wolfgang | Saalbau mit eingezogenem Chor und nördlichem Satteldachturm, spätgotische Anlage 1535/38, barocker Ausbau durch Johann Schmuzer 1685; mit Ausstattung; Friedhofsmauer, 2. Viertel 18. Jahrhundert; Kerkerkapelle, dreigliedriger Bau mit korb- bzw. halbrundbögigen Nischen mit Dreiecksgiebeln und von Pilastern flankiert, mit Schulterwundenchristus, 2. Viertel 18. Jahrhundert. | D-7-72-178-3 | weitere Bilder        |
| Pfarrer-Sales-Baur-Straße 12 (Standort) | Pfarrhaus                            | zweigeschossiger, schmaler Massivbau mit Steilsatteldach, im Kern 2. Hälfte 16. Jahrhundert, erneuert. | D-7-72-178-4 | Pfarrhaus             |
| Schlosshof 1, 2, 3 (Standort)           | Ehemaliges Schloss                   | Hauptbau, dreigeschossige Vierflügelanlage mit Walmdach, um ein Attikageschoss erhöhten Mittelrisalit auf der Ostseite und Schlosskapelle Maria von Loreto auf der Westseite, von Raimund Fugger durch Narziß Krebs erbaut, 1535/36, 1691/95 und 1842 ausgebaut, Kapelle vor 1697; mit Ausstattung; Wirtschaftsgebäude, zweigeschossige Satteldachbauten in Hufeisenform östlich des Schlosses, langer Osttrakt mit Durchfahrt, kurze rechtwinklig angeschlossene Flügel im Süden und Norden, Nordtrakt mit polygonalem Erker, 16./17. Jahrhundert, Gartenmauer; südlich an die Wirtschaftsgebäude anschließend. | D-7-72-178-1 | Ehemaliges Schloss    |

### Grimoldsried
| Lage                                                   | Objekt                              | Beschreibung | Akten-Nr.     | Bild                 |
| ------------------------------------------------------ | ----------------------------------- | --- | ------------- | -------------------- |
| Angerstraße 7 (Standort)                               | Katholische Frauenkapelle           | Rechteckbau mit halbrundem Schluss und Satteldach, um 1773; mit Ausstattung.                                                      | D-7-72-178-6  | weitere Bilder       |
| Angerstraße 21 (Standort)                              | Ehemaliges Pfarrhaus                | zweigeschossiger Satteldachbau mit Giebelgesimsen und profiliertem Traufgesims, von Michael Meitinger, 1720.                      | D-7-72-178-8  | Ehemaliges Pfarrhaus |
| Leere Moosäcker, am Weg nach Reichertshofen (Standort) | Bildstock                           | Rechteckbau mit Rundbogennische und Satteldach über Kastengesims, wohl 1. Hälfte 19. Jahrhundert.                                 | D-7-72-178-11 | weitere Bilder       |
| Schulstraße 9 (Standort)                               | Ehemaliges Schulhaus                | zweigeschossiger Zeltdachbau mit eingeschossigem Anbau mit Satteldach über hohem Sockelgeschoss, 1908.                            | D-7-72-178-18 | weitere Bilder       |
| Schulstraße 10 (Standort)                              | Katholische Pfarrkirche St. Stephan | Saalbau mit dreiseitig geschlossenem Chor und nördlichem Satteldachturm, um 1493 erbaut, 1767 und 1780 verändert; mit Ausstattung | D-7-72-178-10 | weitere Bilder       |

### Münster
| Lage                      | Objekt                                          | Beschreibung | Akten-Nr.     | Bild           |
| ------------------------- | ----------------------------------------------- | --- | ------------- | -------------- |
| Kapellenweg (Standort)    | Bildstock                                       | Stichbogennische mit Satteldach über Sockel, Backstein, 19. Jahrhundert. | D-7-72-178-14 | weitere Bilder |
| Klosterweg 3 (Standort)   | Katholische Filialkirche St. Benedikt und Vitus | Saalbau mit eingezogenem Chor und nördlichem Backsteinturm mit Zeltdach, spätgotische Anlage, Ende 15. Jahrhundert, mit älteren Bauteilen eines Vorgängerbaus aus dem 9. Jahrhundert oder 1. Hälfte 10. Jahrhundert; mit Ausstattung. | D-7-72-178-12 | weitere Bilder |
| Weberstraße 16 (Standort) | Bildstock                                       | Stichbogennische mit Satteldach über Sockel, Mitte 19. Jahrhundert. | D-7-72-178-16 | Bildstock      |

### Rielhofen
| Lage                      | Objekt                                        | Beschreibung | Akten-Nr.     | Bild                                          |
| ------------------------- | --------------------------------------------- | --- | ------------- | --------------------------------------------- |
| Fuggerstraße 9 (Standort) | Katholische Kapelle Sankt Johannes der Täufer | lisenengegliederter Rechteckbau mit halbrundem Schluss und Dachreiter mit Spitzhelm, ursprünglich 1776, Mitte 19. Jahrhundert erneuert; mit Ausstattung. | D-7-72-178-17 | Katholische Kapelle Sankt Johannes der Täufer |